# Darreh-ye Bāz
Darreh-ye Bāz (persiska: Darreh Bāz, دره باز, Darreh-i-Bāz) är en ort i Iran.   Den ligger i provinsen Khorasan, i den östra delen av landet, 700 km öster om huvudstaden Teheran. Darreh-ye Bāz ligger 2 004 meter över havet och antalet invånare är 257.
Terrängen runt Darreh-ye Bāz är lite bergig. Runt Darreh-ye Bāz är det glesbefolkat, med 10 invånare per kvadratkilometer. Närmaste större samhälle är Sarāyān, 13,4 km väster om Darreh-ye Bāz. Omgivningarna runt Darreh-ye Bāz är i huvudsak ett öppet busklandskap.